# Maisnières
Maisnières is een gemeente in het Franse departement Somme (regio Hauts-de-France) en telt 505 inwoners (1999). De plaats maakt deel uit van het arrondissement Abbeville.

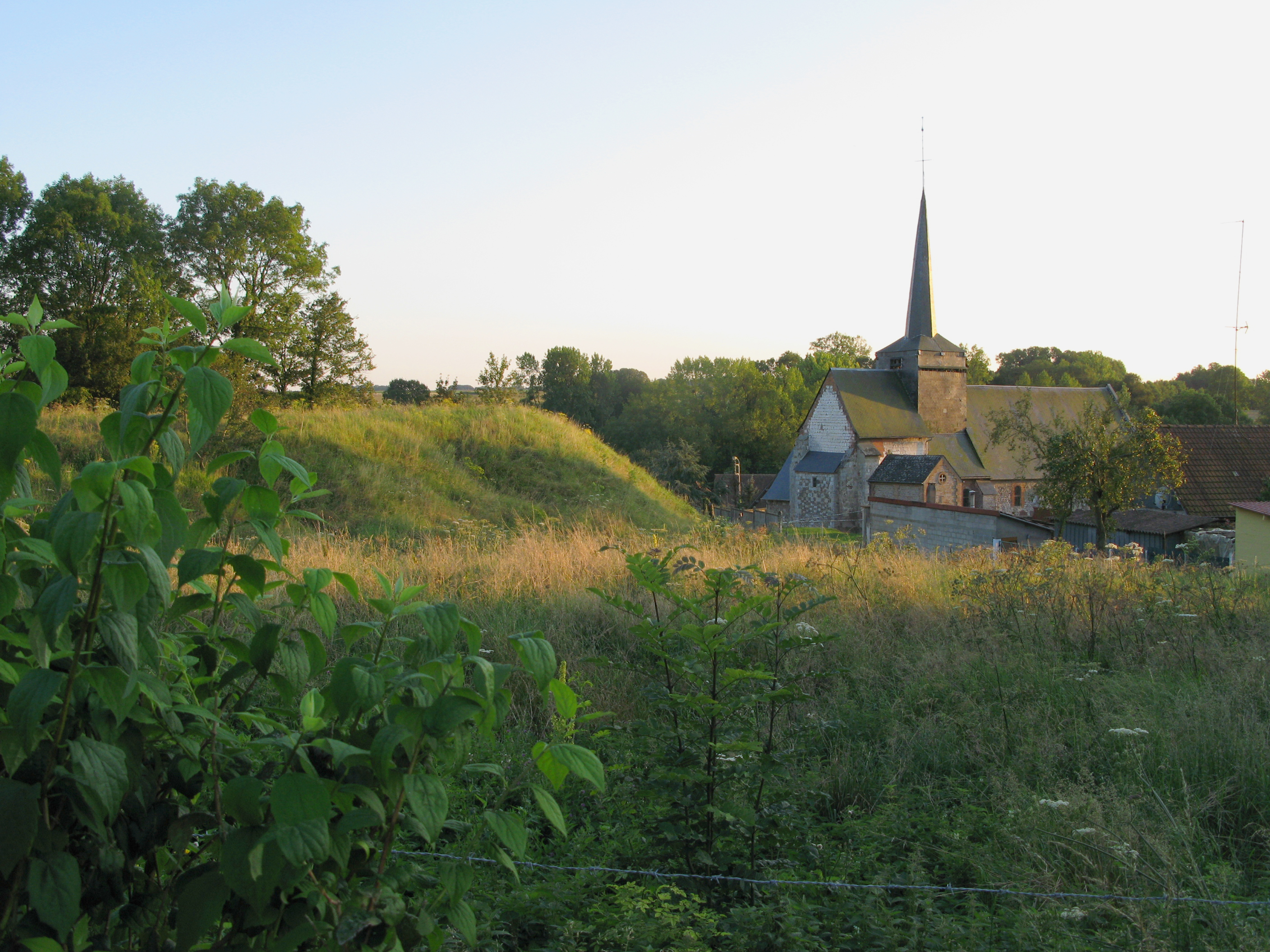
Kerk en feodale motte van Maisnières

## Geografie
De oppervlakte van Maisnières bedraagt 12,7 km², de bevolkingsdichtheid is 39,8 inwoners per km².
De onderstaande kaart toont de ligging van Maisnières met de belangrijkste infrastructuur en aangrenzende gemeenten.

## Demografie
Onderstaande figuur toont het verloop van het inwonertal (bron: INSEE-tellingen).